# Laphria caspica
Laphria caspica là một loài ruồi trong họ Asilidae. Laphria caspica được Hermann miêu tả năm 1906. Loài này phân bố ở vùng Cổ Bắc giới.